# 1175
1175 (MCLXXV) a fost un an bisect al calendarului iulian.

## Evenimente
- ianuarie: Consilierii emirului de Alep, As-Salih Ismail al-Malik, recurg la ajutorul sectei asasinilor pentru a înlătura pericolul reprezentat de Saladin, sultanul Egiptului; un atentat împotriva lui Saladin eșuează.
- 1 februarie: Chemat în sprijinul emirului de Alep împotriva lui Saladin, Raymond, conte de Tripoli și regent al regelui Ierusalimului, atacă orașul Homs; acțiunea îl determină pe Saladin să renunțe la asediul asupra Alepului.
- februarie: În cadrul negocierilor dintre emirul Alepului, al-Malik, și conducătorii Regatului Ierusalimului, cruciatul Renaud de Châtillon este eliberat după 15 ani de captivitate în Alep și începe o perioadă de puternică influență a sa asupra curții din Ierusalim.
- 17 martie: Sultanul Egiptului, Saladin, reia citadela orașului Homs, atacat de cruciați.
- 13 aprilie: Partizanii dinastiei zengide ai lui al-Malik sunt înfrânți de către Saladin în apropiere de Hama.
- 13 aprilie: Împăratul Frederic Barbarossa este nevoit să încheie asediul asupra Alessandriei, după cinci luni de lupte.
- 16 aprilie: Armistițiul de la Montebello (lângă Pavia) între împăratul Frederic Barbarossa și Liga Lombardă.
- 4 mai: Sultanul Saladin este învestit de către califul din Bagdad cu conducerea Egiptului, Siriei și Yemenului.
- 15 iunie: Victorie a cnejilor Mihail I Iurievici și Vsevolod asupra familiei Rostislavici, urmată de pătrunderea lor în Vladimir.
- septembrie: Se încheie alianța dintre Veneția și regele Wilhelm al II-lea al Siciliei, îndreptată împotriva Bizanțului; regele normand se angajează să nu atace posesiunile venețiene de la nord de Ragusa; simțindu-se amenințat de alianța dintre Veneția și regele Siciliei, împăratul bizantin Manuel I Comnen încheie pace cu Veneția și acordă din nou privilegii negustorilor venețieni.
- 6 octombrie: Tratatul de la Windsor: Ruaidri Ua Conchobair (Rory O'Connor), ultimul rege suprem al Irlandei, se supune ca vasal regelui Henric al II-lea al Angliei.
- 6 noiembrie: Împăratul Frederic Barbarossa mediază conflictul dintre Genova și Pisa; cele două orașe-stat își împart posesiunile din Sardinia.
- Se reia războiul dintre împăratul Manuel I Comnen al Bizanțului și sultanul selgiucid de Rum, Kilidj Arslan al II-lea, ca urmare a refuzului celui din urmă de a ceda teritoriile cucerite de la danișmenizii din Anatolia; împăratul bizantin pregătește ofensiva prin întărirea fortărețelor Dorylaeum și Soublaion.
- Contele Umberto al III-lea de Savoia recucerește Torino.
- O puternică flotă almohadă suferă o grea înfrângere din partea portughezilor, în încercarea de recucerire a Lisabonei.
- Comandantul ghurid Ghias ad-Din trimite pe fratele său, Muhammad Shihâb al-Dîn Ghuri în căutarea ultimilor reprezentanți ai dinastiei ghasnavide, refugiați în India; cu această ocazie, ghurizii pun stăpânire pe Multan și Uchch, în regiunea Punjab.
- Dinastia ghurizilor ocupă Herat, în Afghanistan.
- Regatul Namayan din insula Luzon (Filipine) atinge apogeul.
- Atestarea documentara a orașului Timișoara.
- Călugărul budist Honen (sau Genku) fondează în Japonia secta budistă Jōdo-shū, care se bucură de o largă popularitate.

## Arte, științe, literatură și filozofie
- Este construit castelul Vordingborg, în Danemarca.

## Înscăunări
- Toghrul al III-lea, ultimul sultan selgiucid din Persia (până la 1194).
- Ly Cao Ton, conducător în Vietnam (până la 1210).

## Nașteri
- Otto al IV-lea de Braunschweig, împărat romano-german (d. 1218).
- Iolanda de Flandra, împărăteasă de Constantinopol (d. 1219).
- Andrei al II-lea, rege al Ungariei (d. 1235).
- Roger al III-lea, rege al Siciliei (d. 1194).
- Frederic I de Babenberg, duce de Austria (d. 1198).
- Albert I, duce de Saxonia (d. 1260).
- Henric al V-lea de Palatinat (d. 1227).
- Filip I, conte de Namur (d. 1212).
- Robert Grosseteste, om de stat, teolog și episcop englez (d. 1253).
- Michael Scot, matematician și astrolog scoțian (d. 1232).
- Alexandre de Villedieu, matematician și literat francez (d. 1240).

## Decese
- 15 mai: Mleh, rege al Armeniei.